# NGC 2535
NGC 2535 (другие обозначения — UGC 4264, IRAS08082+2521, MCG 4-20-4, KCPG 156A, ZWG 119.8, VV 9, KUG 0808+253A, Arp 82, PGC 22957) — пекулярная спиральная галактика в созвездии Рака. Входит во взаимодействующую пару галактик.
Этот объект входит в число перечисленных в оригинальной редакции «Нового общего каталога», а также включён в Атлас пекулярных галактик под обозначением Arp 82.
Галактика составляет пару с небольшим компаньоном NGC 2536, связана с ним длинным приливным «мостом» из межзвёздного газа. Второй приливный хвост направлен в противоположную сторону. Лишь малая часть звёзд в обеих галактиках имеет возраст более 2 млрд лет. Вспышка звездообразования 2 млрд лет назад произошла, когда они начали взаимодействовать.